# Імпакт (Техас)
Імпакт (англ. Impact) — місто (англ. town) в США, в окрузі Тейлор штату Техас. Населення — 22 особи (2020).

## Географія
Імпакт розташований за координатами 32°30′1″ пн. ш. 99°44′47″ зх. д. / 32.50028° пн. ш. 99.74639° зх. д. (32.500177, -99.746526).  За даними Бюро перепису населення США в 2010 році місто мало площу 0,23 км², уся площа — суходіл.

## Демографія
Згідно з переписом 2010 року, у місті мешкало 35 осіб у 11 домогосподарстві у складі 8 родин. Густота населення становила 155 осіб/км².  Було 17 помешкань (76/км²).
Расовий склад населення:
| - 42,9 % — білих - 57,1 % — осіб інших рас |

До двох чи більше рас належало 0,0 %. Частка іспаномовних становила 71,4 % від усіх жителів.
За віковим діапазоном населення розподілялося таким чином: 34,3 % — особи молодші 18 років, 45,7 % — особи у віці 18—64 років, 20,0 % — особи у віці 65 років та старші. Медіана віку мешканця становила 30,5 року. На 100 осіб жіночої статі у місті припадало 84,2 чоловіків;  на 100 жінок у віці від 18 років та старших — 76,9 чоловіків також старших 18 років.
Цивільне працевлаштоване населення становило 10 осіб. Основні галузі зайнятості: оптова торгівля — 90,0 %, науковці, спеціалісти, менеджери — 10,0 %.